# D-D-Dance
"D-D-Dance" là một bài hát được thu âm bởi nhóm nhạc nữ Nhật Bản–Hàn Quốc Iz*One. Bài hát được phát hành vào ngày 26 tháng 1 năm 2021 để quảng bá cho Universe, một nền tảng dành cho người hâm mộ toàn cầu cho phép người dùng tận hưởng các hoạt động cồng đồng người hâm mộ khác nhau bất cứ lúc nào trên thiết bị di động. Iz*One trước đó đã được tiết lộ là nghệ sĩ đầu tiên gia nhập nền tảng. "D-D-Dance" là một bài hát dance-pop với âm guitar và synth sôi động, nhịp nhàng.

## Sáng tác
Bài hát được sáng tác ở cung Si thứ, có 125 nhịp mỗi phút và dài 3 phút 25 giây. Bài hát thuộc thể loại dance-pop với âm guitar và synth sôi động, nhịp nhàng.

## Bối cảnh
Vào ngày 12 tháng 11 năm 2020, Iz*One được công bố là nhóm nhạc đầu tiên gia nhập nền tảng web của Hàn Quốc Universe. Sau đó, vào ngày 17 tháng 1 năm 2021, Universe tiết lộ lịch trình cho sản phẩm mới sắp phát hành của Iz*One mang tên "D-D-Dance". Bài hát được thông báo sẽ được phát hành vào ngày 26 tháng 1. Các bức ảnh concept cho bài hát được phát hành từ ngày 18 tháng 1 đến ngày 24 tháng 1, sau đó là hai đoạn teaser lần lượt vào ngày 24 và 26 tháng 1. Video âm nhạc chính thức của bài hát được phát hành vào ngày 28 tháng 1.

## Video âm nhạc
Đoạn teaser đầu tiên cho video được phát hành vào ngày 21 tháng 1 và có hình ảnh các thành viên mở ra cánh cửa đến một không gian khác, nơi trọng lực hoạt động theo một quy luật khác. Teaser thứ hai được phát hành vào ngày 24 tháng 1 với các thành viên chủ yếu mặc đồng phục học sinh và biểu diễn trong một hội trường. Teaser kết thúc với một quả bóng disco khổng lồ. Video do Choi Young-Ji sản xuất và MIKA đạo diễn. Thành viên Miyawaki Sakura xác nhận rằng video được quay vào năm 2020 trước khi nhóm quay video âm nhạc cho đĩa đơn "Panorama" của họ. Video âm nhạc chính thức được phát hành trên ứng dụng Universe vào ngày 28 tháng 1 và bản xem trước của video được phát hành trên YouTube cùng ngày. Video có cảnh các thành viên bước vào một chiều không gian mới khi họ mở khóa sức mạnh chống trọng lực của mình.

## Bảng xếp hạng
| Bảng xếp hạng                          | Thứ hạng cao nhất |
| -------------------------------------- | ----------------- |
| Hàn Quốc (Gaon)                        | 72                |
| World Digital Songs Hoa Kỳ (Billboard) | 25                |

## Lịch sử phát hành
| Khu vực    | Ngày                     | Định dạng                      | Hãng đĩa |
| ---------- | ------------------------ | ------------------------------ | -------- |
| Đa khu vực | Ngày 26 tháng 1 năm 2021 | Tải nhạc kỹ thuật số streaming | Universe |